# Sulayman Xah
Sulayman Xah fou un amir al servei de Tamerlà, fill de l'amir Daud Dughlat, un dels amirs de confiança de Tamerlà amb una filla del qual estava casat. Un fill Yusuf ibn Sulayman es va casar amb la filla de Muhammad Sultan ibn Jahangir (hereu de Tamerlà mort el 1403).

## Governador de Transoxiana i Samarcanda
El 1386 Tamerlà va resoldre anar a l'Azerbaidjan i va donar ordres als tavachis de preparar l'exèrcit i va designar un govern de Transoxiana en la seva absència format per Sulayman Xah i l'amir Abas Bahadur, amb dos lloctinents. El pare de Sulayman ja havia estat nomenat el 1370 daroga (governador) de Samarcanda, però el fill veia ara ampliades les competències.
Als darrers mesos de 1387 forces de Toktamish van envair Transoxiana manades pels prínceps tuluïdes Bik Yarok i Ilikmish i pels amirs Aisa Beg, Satgan Bahadur i altres. Des de Sighnak es van dirigir a Sabran (Àsia central) que fou assetjada sense èxit. Umar Xaikh, el fill de Tamerlà, governador de la vall de Fergana amb seu a Andijan, va reunir les seves forces i va marxar contra els invasors. A Samarcanda, Sulayman Xah i Abas Bahadur van reunir algunes tropes i van marxar a ajudar a Umar Xaikh. Com a governadors de Samarcanda van quedar l'amir Lal (germà de Taji Bugha Barles) i Xaikh Timur (germà d'Ak Timur Bahadur). Les forces dels dos amirs es van reunir amb Umar Xaikh, van creuar el Sihun i van anar a trobar a l'enemic a Juklik a uns 25 km a l'est d'Otrar. Allí es va lliurar una batalla que va durar tot el dia; Umar Xaikh va avançar i va quedar aïllat dins de les línies enemigues i només per sort va poder-ne sortir i retirar-se cap a Andijan; pel seu costat les forces timúrides foren derrotades i Abas va quedar ferit. Sulayman Xah, Amir Abas Bahadur i altres havien retornat a Samarcanda que van posar en estat de defensa; els habitants dels barris i de les poblacions properes foren portats a Samarcanda. L'amir Timurtash fou enviat a Tirmidh per assegurar la seva defensa. No obstant els soldats de Toktamish no anaven a conquerir ciutats sinó a saquejar, cosa que van fer per tota Transoxiana. Finalment es van retirar. Abas Bahadur va morir de la ferida.

## Governador del Turkestan
El 1389 Tamerlà va deixar com a governadors de Turkestan (entre Mogolistan i Kiptxak) a Yadghiar Barles, Sulayman Xah, Shams al-Din Abas i Ghiyath al-Din Terkhan.A la tornada de combatre i posar en fuita als mogols o jats, Timur va ordenar a Yadghiar Barles, Sulayman Shah, Shams al-Din Abas i Ghiyath al-Din Terkhan, d'anar a Mogolistan a seguir combatent als jats. Així ho van fer. Tay Bugha Shaikh es va quedar a la frontera per fer cultivar les terres que es podien aprofitar. La resta va seguir i van passar per Ur Daban (Turó d'Ur), van travessar el riu Abyle, arribant a Sutgheul i a Txitxeklik. Es van fer saquejos que van enriquir la tropa i després van passar a Balaykan. Van anar trobar grups dispersos d'enemics que eren massacrats o fets presoners; buscaven sobretot a les tribus Bulgagi i Saludgi. Finalment a Molzudu van trobar a Khidr Khoja, el kan de Mogolistan, amb un fort contingent; durant 48 hores es va lliurar combat sense avantatge per cap de les dues parts i finalment es va acordar un tractat de pau entre els dos caps principals de condicions desconegudes, després del qual els timúrides van marxar cap al Yulduz. Tamerlà es va trobar amb Yadghiar Barles, Sulayman Shah, Shams al-Din Abas i Ghiyath al-Din Terkhan que portaven el tractat de pau; en recompensa per haver mantingut el lloc a la batalla van poder baixar el tapis reial del tron

## Gendre reial
El hivern de 1389 a 1390 Tamerlà va premiar a Sulayman Xah per diversos serveis donant-li la ma de la seva filla Sultan Bakt Begum, vídua de Muhammad Mireke, mort recentment després de revoltar-se.

## Campanya de Mogolistan
El 1390 Tamerlà va enviar a Mogolistan un contingent d'uns vint mil soldats dirigits per Sulayman Xah, Kodadad Husayni, Shams al-Din Abas i el seu germà Osman Abas. Van passar el Sihun a Taixkent; es van dirigir cap a Issyghel on van trobar a l'emir Malik Apardi amb el seu fill Bekek Apardi i als amirs turcmans Badir i Sadir que amb cinc mil homes venien de Andijan enviats per Umar Xaikh que se’ls van unir. Junts van arribar a les muntanyes Geuktopa on es van informar de on estaven els enemics. Van anar a Arjatu on van trobar un grup del qual una part fou mort i la resta presoners. Van seguir de manera similar per les diverses províncies dels jats i van arribar fins més enllà d'Almaligh travessant nadant el riu Abyle i van arribar a Karatal, on estava la horda de Ankatura on van saber que l'avantguarda d' Olajia Bugha Mutxel Katxi havia trobat a Kamar al-Din Khan en un camp de cacera, s'hi havia enfrontat i la major part dels homes dels dos costats havien resultat morts; es van enviar alguns emirs per obtenir informació del que havia passat i quan van arribar al lloc van trobar molts morts per terra, i un guerrer de la Horda de Malangu que encara era viu i havia sobreviscut menjant nomes herbes durant 40 dies. Fou portat al campament i va revelar que al final de la batalla els homes de Tamerlà havien acabat fugint i que Kamar al-Din havia marxat cap a Itxna Boutxna. Cap allà es van dirigir els amirs, i van arribar a Uker Keptadgi on van deixar l'equipament i van seguir fins a l'Irtish. Allí van saber que Kamar al-Din ja havia passat cap a un bosc proper a Taulas. Van restar uns dies a la zona passant el riu només per gravar els noms i armes en alguns pins de l'altre costat del riu per acreditar pel futur que la gent de Timur havia arribat fins allí, però com que feia sis mesos que havien marxat i no tenien provisions i havien de viure de la cacera i començava a venir el fred, van decidir retornar. Van retornar per Altun Kaurke, passant pel costat d'un gran llac anomenat Etrak Gheul i després de molts dies de llargues marxes van arribar a Samarcanda.

## Influència familiar
El 1392 Pir Muhammad ibn Jahangir fou nomenat governador del Kabulistan, Zabulistan i Aracòsia amb Kabul, Gazni i Kandahar i les terres a l'est fins a l'Índia i al riu Indus. Per la seva cort es va designar entre altres a Kutb al-Din que era cosí de Sulayman Xah.
L'octubre de 1394 va rebre a Kish a Tamerlà que tornava a Samarcanda.
El 1397 Tamerlà va crear el virregnat del Khurasan (província mongola)  pel seu fill Xah Rukh i va designar els càrrecs principals, alguns dels quals van recaure en Sulayman Xah.

## Campanya de l'Índia
El 1398 es va fer la campanya contra els paixtus. Sulayman Xah fou enviat per endavant a la fortalesa de Nagar (amb altres) per fortificar-la ja que estava parcialment destruïda. Quan Nagar va estar gairebé reconstruïda i fortificada, Sulayman Xah va sortir per castigar a una tribu que havia d'haver-se presentat i no ho havia fet: els kelatians, una tribu nombrosa de gent robusta, valenta i de gran altura; els va derrotar i en va matar a molts i a altres els va fer presoners; les seves cases foren cremades i els seus bens saquejats; a la tornada Tamerlà el va rebre amb molt d'honor. Sulayman Xah dirigia l'avantguarda per obrir camí en territori hostil i ara Tamerlà va agafar una divisió de tropes escollides que va posar a les ordres de Sulayman Xah, i el va enviar cap a la ciutat santa de Multan per trobar-se amb el seu net Pir Muhammad que havia estat enviat pel davant contra la ciutat
Va tenir una participació notable en tota la campanya de l'Índia. A la tornada l'avantguarda de l'exèrcit sota Sulayman Xah va arribar a Rayy i el governador local Bayan Kutxin el va informar del canvi de actitud de Miran Xah a causa d'una caiguda de cavall que li havia alterat el cervell; llavors Sulayman Xah, sentint-se insegur, va anar a Hamadan a esperar ordres. Deposat Miran Xah, Tamerlà va seguir el seu camí i va acampar a la vora de l'Araxes a Kuturkin, on hi havia la horda i senyoria d'Omartaban. Allí van acudir Sulayman Xah i Abu Bakr Mirza a fer reverència a l'emperador.

## Campanyes d'Àsia Menor, Iraq i Síria
Després de la conquesta de Sivas el 1400, Sulayman Xah i Jahan Xah Bahadur foren enviats a perseguir a Sulayman Celebi i al beglerbegi Timurtaix que havien fugit de la ciutat; els van atrapar una mica més enllà de Kaysariya o Kayseri (Cesarea de Capadòcia) i els van derrotar retornant al camp imperial amb abundant botí. No obstant els dos personatges i uns 3000 soldats otomans van aconseguir fugir; després d'això Sulayman es va dedicar al saqueig de l'entorn de Kayseriya i va tornar al campament timúrida de Sivas carregat de botí fet als otomans. Gairebé no se l'esmenta a la campanya de Síria: a l'anada Tamerlà va enviar als prínceps Abu Bakr Mirza i Pir Muhammad ibn Úmar Xaikh amb els amirs Sulayman Shah i Sevinjik Bahadur, cap a Hama; es van apoderar de la ciutat però no van poder ocupar la fortalesa perquè era molt forta; després es esmentat també a la tornada en que un destacament manat pels prínceps Abu Bakr i Rustem i els amirs Xaikh Nur al-Din i Sulayman Shah fou enviat a Todmir (Palmira) i expulsar els dhu l-kadirs que s'havien establert a la zona. Després que Bayazid I va deposar Tahartan d'Erzindjan en favor del turcman Kara Yusuf Kara Koyunlu, i el seu restabliment a petició popular però retenint el seu hàrem, Tamerlà va enviar des de Ujan (Awjan) al seu fill Xah Rukh (timúrida) i als emirs Sulayman xah i Xah Malik. Els mirzes (fills i nets grans), els shahzades (descendents mascles) i els amirs acampats al Ming Gol van rebre ordre de posar-se al servei i ordres de Xah Rukh.
En la campanya de Bagdad del 1402, Pir Muhammad ibn Umar Xaikh, acompanyat de l'amir Sulayman Shah, va saquejar Dubendat i es va apoderar dels territoris de les tribus lurs dels Fili i els Saki. Després es va reunir amb tropes manades pel príncep Rustem d'Esfahan, que venia a passar el hivern a Shushtar. Junts van marxar cap a Abadan i Wasit. El kurd Shaikh Avis els va guiar per un pas natural del riu (una zona de poca fondària que es podia creuar caminant) anomenat Kupeser. Van arribar a Mabedia i d'allí van anar a saquejar als àrabs d'Abadan, fent un considerable botí de cavalls i camells i retornant després a passar el riu i es van dirigir a Shushtar on l'amir Sulayman Xah va confirmar en el govern a Dukom; a Dizful fou confirmat Muhammad Adjab Shir i a Hawiza Timur Khoja ; com a governador general del Khuzestan a Xams al-Din Dehdar. De tots ells Sulayman Shah va percebre considerables sumes per facilitar la seva confirmació.
Va participar en la campanya contra els otomans abans i després de la batalla d'Ankara el 28 de juliol de 1402. Després de la batalla es va dirigir a Konya on va establir el seu quater general. Va enviar contingents per ajudar a Tamerlà en la conquesta d'Esmirna. Quan van abandonar Anatòlia, Sulayman ho va fer amb l'exèrcit de l'esquerra que va anar per Kayseri i Sivas

## Governador de Rayy i Firuzkuh
El 1404 Iskandar-i Shaykhi de Rustumdar es va aliar amb Kyumeres i va fer divertsos actes agresius dels que Sulayman Xah va informar a Tamerlà quan encara estava acampat al riu Aglok o Aglobok. Sulayman va combatre a Iskandar-i Shaki al Rustumdar rebent tota mena d'ajuda,. En persecució d'Iskandar Shayki cap a la muntanya, van fer presoner al seu fill Ali ibn Iskandar i a la filla, amb els servidors del rebel. Després el van anar a buscar en direcció a Gilan sense èxit. Tamerlà va arribar el 10 de juliol a Firuzkuh (Iran) i va nomenar a Sulayman Xah governador de Rayy i de Firuzkuh i les seves dependències; ; al governador (daroga) de Rayy, Bayan Kutxin, el va autoritzar a retornar i li va concedir el castell de Ghule Khindan.

## Aliança amb Sultan Husayn i rebel·li contra Xah Rukh
A la mort de Tamerlà (febrer de 1405) Sulayman Xah va abandonar el seu govern de Rustumdar i Firuzkuh i es va anar a unir a Xah Rukh. L'amir Pir Muhammad Istxenkhum, governador de Sari (Iran), va agafar el seu lloc, i tot seguit va anar també al campament de Shah Rukh i li va oferir els seus serveis. Però Sulayman Xah i Malik Xah que li tenien una notable hostilitat, en van parlar malament i fou executat.
Sulayman Xah havia arribat amb els cavalls molt cansats i va demanar estar un temps a Andkhud i Xibarghan per refer-se. Sultan Husayn va arribar precisament a Andkhud i Xiburghan i allí va aconseguir atreure a l'amir Sulayman Xah; els dos homes van signar una aliança formal i juramentada. Pir Muhammad ibn Jahangir va demanar a Sulayman Shah d'abandonar aquest partit però Sulayman no en va fer cas i Pir Muhammad va marxar tota la nit i els va sorprendre i derrotar obligant-los a fugir. Es van dirigir a Herat on foren ben acollits i van tenir el honor de baixar la ma de Shah Rukh que va concedir 10.000 dinars kopeki a Sulayman Shah i el feu de Sarakhs, i estaria al costat dels amirs Midrab i Said Khoja com els amirs principals. L'execució de Sultan Husayn ordenada per Xah Rukh, va molestar a Sulayman Xah que en aquell moment era a Tus, i va meditar una revolta, limitant-se finalment a exigir l'execució dels amirs Xah Mulk i Anuxirwan Barles que foren els executors. Xah Rukh es va enfadar molt i va marxar cap a Jam. Alli es va presentar Abd al-Samad, fill de l'amir Saif al-Din Barles i gendre i home de confiança de Sulayman Xah que va elogiar al seu sogre; aquest insistia en veure a Xah Rukh. Finalment va acabar revoltant-se a la fortalesa de Kalat. Shah Rukh va arribar a la plana de Tus i Mashad on van arribar també els amirs que havien acompanyat a Abu Bakr i Miran Shah a Sultaniya i els havien fornit els mitjans per la seva presa del poder al antic domini de Muhammad Umar. Shah Rukh va enviar a Jahan Malik a parlamentar amb Sulayman Xah però no hi va haver acord i a la tornada de Jahan Malik, el sobirà de Khurasan va enviar contra Kalat a l'amir Midrab. Quan l'atac a Kalat era imminent, Sulayman Xah va fugir i es va dirigir a Samarcanda i es vaposar al servei de Khalil Sultan, però ja no torna a ser esmentat.